# Silvia Solymosyová
Silvia Solymosyová (10 de junio de 2003) es una deportista eslovaca que compite en natación sincronizada. Ganó dos medallas de bronce en el Campeonato Europeo de Natación de 2022, en las pruebas dúo técnico mixto y dúo libre mixto.

## Palmarés internacional
| Campeonato Europeo | Campeonato Europeo | Campeonato Europeo | Campeonato Europeo |
| Año                | Lugar              | Medalla            | Prueba             |
| ------------------ | ------------------ | ------------------ | ------------------ |
| 2022               | Roma (Italia)      | Medalla de bronce  | Dúo técnico mixto  |
| 2022               | Roma (Italia)      | Medalla de bronce  | Dúo libre mixto    |